# Milly-la-Forêt
Milly-la-Forêt è un comune francese di 4 820 abitanti situato nel dipartimento dell'Essonne nella regione dell'Île-de-France.

## Società

### Evoluzione demografica
Abitanti censiti